# Сирин, Вячеслав Александрович
Вячесла́в Алекса́ндрович Си́рин (3 сентября 1924, Москва – 12 сентября 1970, Таллин) — советский актёр театра и кино. Заслуженный артист Эстонской ССР (1959).

## Биография
Вячеслав Александрович Сирин родился 3 сентября 1924 года в Москве. Его отец был инженером, мать — рабочей.
Окончил семилетнюю школу. В 1937 году поступил в Московский механический техникум. В 1942 году был направлен в пехотное училище. Участник Великой Отечественной войны, старший сержант, командир взвода и комсорг батальона 206-го гвардейского полка 69-й гвардейской Сталинградской дивизии. С февраля по ноябрь 1943 года воевал на Воронежском и 1-м Украинском фронтах. Был тяжело ранен 1 ноября 1943 года в бою у деревни Михайловка, получил 3-ю группу инвалидности.
В 1948 году закончил Российский институт театрального искусства (ГИТИС) и по приглашению атташе по культуре посольства Эстонии с группой выпускников приехал в Таллин, чтобы участвовать в создании русского театра Эстонии.
Актёр Государственного русского драматического театра Эстонской ССР.
Ушёл из жизни 12 сентября 1970 года.

## Роли в театре
- 1950 — Александр Афиногенов «Машенька» — Виктор
- 1951 — Николай Дьяконов «Свадьба с приданым» — Курочкин
- 1952 — Карло Гольдони «Слуга двух господ» — Труффальдино
- 1954 — Антон Чехов «Вишнёвый сад» — Епиходов
- 1955 — Виктор Розов «Страница жизни» — Полетаев
- 1955 — Виктор Розов «В добрый час!» — Андрей
- 1958 — Виктор Розов «В поисках радости» — Олег
- 1959 — Арди Лийвес «Синяя ракета» — Оскар
- 1960 — Алексей Арбузов «Иркутская история» — Виктор
- 1961 — Евгений Шварц «Два клёна» — Баба-Яга
- 1961 — Александр Штейн «Океан» — Куклин
- 1964 — Шекспир «Сон в летнюю ночь» — Ник Боттом
- 1964 — Максим Горький «Мещане» — Перчихин
- 1964 — Виктор Розов «В день свадьбы» — Василий
- 1965 — Алексей Толстой/Александр Старчаков «Патент 19» — Михайлов
- 1966 — Бранислав Нушич «Д–р» — Живо́та
- 1967 — Михаил Булгаков «Иван Васильевич» — Иван Васильевич
- 1967 — Виктор Розов «Традиционный сбор» — Козин
- 1969 — Самуил Алёшин «Тогда в Севилье» — дон Оттавио
- 1969 — Николай Гоголь «Ревизор» — Ляпкин-Тяпкин

## Фильмография
- 1956 — На задворках — Бражников (один из братьев)
- 1958 — Капитан первого ранга — матрос Гаврила Титов
- 1961 — Полосатый рейс — Мотя, умеющий лихо отбивать чечётку
- 1968 — Виринея — Франц
- 1970 — Баллада о Беринге и его друзьях — эпизод
- 1970 — Выстрел на границе — старшина
- 1970 — Любовь Яровая — эпизод

Дикторский текст:
- 1959 — «Советская Эстония строит и создаёт», документальный фильм, режиссёр Юло Тамбек (Ülo Tambek)
- 1964 — «Десять минут в Эстонии», документальный фильм, режиссёр Евгений Розенталь (Eugen Rosental)

## Признание и награды
- 1943 — Орден Славы III степени[4]
- 1956 — Медаль «За трудовое отличие»[5]
- 1959 — Заслуженный артист Эстонской ССР[4]

## Семья
Жена — заслуженная артистка Эстонской ССР Вера Фёдорова-Сирина.
Сын — народный артист Российской Федерации Александр Сирин.